# FK Pelister Bitola
Maillots
Dernière mise à jour : 30 octobre 2024.
Le Fudbalski Klub Pelister Bitola (en macédonien : фудбалски клуб Пeлистер Битола), plus couramment abrégé en Pelister Bitola, est un club macédonien de football fondé en 1945 et basé dans la ville de Bitola.

## Histoire

### Historique
- 1945 : fondation du club
- 2001 : 1re participation à une Coupe d'Europe (C3, saison 2001/02)

### Rivalité
Le Pelister Bitola entretient une rivalité avec l'équipe du Pobeda Prilep. Le match entre les deux équipes est appelé le « Derby de Pélagonie ».

## Bilan sportif

### Palmarès
| Compétitions nationales |
| --- |
| - Coupe de Macédoine (2) : - Vainqueur : 2000-01 et 2016-17. - Finaliste : 1992-93, 1993-94 et 2017-18. - Championnat de Macédoine D2 (2) : - Vainqueur : 2005-06 et 2011-12. |

### Bilan européen
Note : dans les résultats ci-dessous, le score du club est toujours donné en premier
| Saison    | Compétition     | Tour              | Club            | Domicile | Extérieur | Total |
| --------- | --------------- | ----------------- | --------------- | -------- | --------- | ----- |
| 2000      | Coupe Intertoto | Premier tour      | CS Hobscheid    | 3 - 1    | 1 - 0     | 4 - 1 |
| 2000      | Coupe Intertoto | Deuxième tour     | Västra Frölunda | 3 - 1    | 0 - 0     | 3 - 1 |
| 2000      | Coupe Intertoto | Troisième tour    | Celta Vigo      | 1 - 2    | 0 - 3     | 1 - 5 |
| 2001-2002 | Coupe UEFA      | Tour préliminaire | FC Saint-Gall   | 0 - 2    | 3 - 2     | 3 - 4 |
| 2008-2009 | Coupe UEFA      | Premier tour Q    | APOEL Nicosie   | 0 - 0    | 0 - 1     | 0 - 1 |
| 2017-2018 | Ligue Europa    | Premier tour Q    | Lech Poznań     | 0 - 3    | 0 - 4     | 0 - 7 |

Légende
- Victoire ou qualification pour le tour suivant
- Match nul
- Défaite ou élimination de la compétition

## Entraîneurs du club
| - Stavre Eftimovski - Ivan Čabrinović - Gjoko Hadžievski (1988 - 1990) - Tome Dimitrovski (1990 - 1992) - Kire Gruevski (1992 - 1993) - Ilija Dimovski - Nexhat Husein (1999) - Kiril Dojčinovski (2000) - Branko Bozić (2000) - Spase Ristevski (2001) - Blagoja Kitanovski (2001 - 2002) - Perica Gruevski (2003) - Marjan Sekulovski (2004 - 2007) - Nexhat Husein (2007 - novembre 2008) - Zlatko Cvetanovski (16 novembre 2008 - février 2009) - Alekso Mackov (1er mars 2009 - septembre 2009) - Gjoko Ilievski (29 septembre 2009 - octobre 2009) - Naum Ljamchevski (6 octobre 2009 - septembre 2010) - Nexhat Husein (24 septembre 2010 - juin 2011) - Marjan Sekulovski (2011 - 2012) | - Mile Dimov (2012) - Gorazd Mihajlov (juillet 2012 - décembre 2012) - Gordan Zdravkov (11 janvier 2013 - mai 2013) - Mile Dimov (6 mai 2013 - juin 2013) - Dragan Bocheski (juillet 2013 - juin 2014) - Marjan Sekulovski (juillet 2014 - novembre 2014) - Dimitar Kapinkovski (24 novembre 2014 - décembre 2014) - Gjoko Hadžievski (4 décembre 2014 - 2015) - Naum Ljamchevski (juillet 2015 - octobre 2016) - Naci Şensoy (octobre 2016 - juillet 2017) - Srgjan Zaharievski (19 juillet 2017 - 26 octobre 2017) - Spase Ristevski (novembre 2017 - 31 décembre 2017) - Marjan Sekulovski (janvier 2018 - avril 2018) - Nexhat Husein (avril 2018 - ?) - Tome Trajanovski (2018) - Darko Krsteski (2018 - 2019) - Zoran Shterjovski (2019 - ) |